# Leonid (Protasjew)
Leonid, nazwisko świeckie Protasjow – rosyjski biskup prawosławny.

## Życiorys
Przed przyjęciem chirotonii biskupiej był przełożonym monasteru św. Józefa Wołokołamskiego z godnością ihumena. Święcenia biskupie przyjął w 1573 z rąk metropolity moskiewskiego Antoniego; objął następnie katedrę riazańską.
W okresie sprawowania przez niego urzędu biskupa riazańskiego hieromnich Mateusz rozwijał działalność misyjną wśród Mordwinów w rejonie Szacka, zaś w 1584 założył monaster św. Mikołaja, który miał stać się centrum szerzenia prawosławia w obszarze zamieszkanym przez rdzenną ludność.
Kolejna informacja o Leonidzie dotyczy jego udziału w soborze Rosyjskiego Kościoła Prawosławnego w 1578, gdy kanonizowany został Józef Wołocki, oraz w elekcji metropolity moskiewskiego Dionizego II na kolejnym soborze w 1581. W 1584 odszedł z urzędu; w tym samym roku wyświęcono nowego biskupa riazańskiego Mitrofana. Siedem lat później były biskup riazański napisał żywot Bazylego Riazańskiego i poświęconą mu mowę pochwalną. Data śmierci hierarchy jest nieznana, nie wiadomo także, gdzie został pochowany.